# Moazagotl

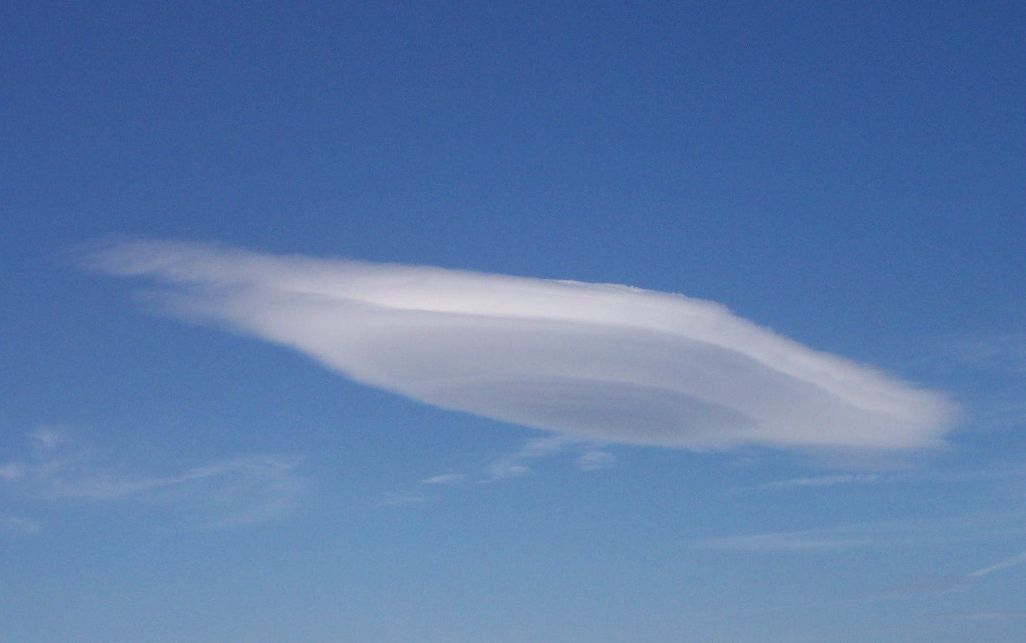
Lenticulariswolke

Moazagotl bezeichnet eine Formation von Lenticularis-Wolken im Riesengebirge, die den Anstoß zur Erforschung des Phänomens der Leewellen lieferte. Auch ein Segelflugzeug von Wolf Hirth wurde so genannt, nachdem dieser 1933 das Phänomen näher studiert hatte.
Der Name wird auf einen Schäfer namens Gotthelf Motz (auf Schlesisch „der Moatza Gottl“) oder Gottlieb Matz (Matz’ens Gottlieb) zurückgeführt, der diese Wolken häufig am Nordrand des Riesengebirges beobachtete und beschrieb. Das Besondere war, dass die Wolke oft bei Hirschberg im Riesengebirge (heute Jelenia Góra, Polen) als „stehend“ zu sehen war.